# Kang Ha-neul
Đây là một tên người Triều Tiên, họ là Kang.
Kang Ha-neul  (tên thật là Kim Ha-neul, sinh ngày 21 tháng 2 năm 1990) là một nam diễn viên người Hàn Quốc. Ha Neul bên tiếng hàn còn có nghĩa là "Bầu trời". Ha Neul bắt đầu sự nghiệp của mình bằng Nhạc kịch, đặc biệt trong Thrill Me (2010), Prince Puzzle (2011), Black Mary Poppins (2012), and Assassins (2012). Anh đã chuyển sang lĩnh vực truyền hình và phim điện ảnh, tham gia gần đây trong bộ phim truyền hình To the Beautiful You (2012), Monstar (2013), The Heirs (2013) , Moon Lovers: Scarlet Heart Ryeo (2016), When the Camellia Blooms (2019)

## Đời tư
Kang Ha Neul đã chính thức nhập ngũ vào ngày 11 tháng 9 năm 2017. Anh phục vụ quân đội với chức vụ sĩ quan cảnh sát trong thời gian tại ngũ.
Kang đã xuất ngũ vào ngày 23 tháng 5, 2019.

## Danh mục phim

### Phim truyền hình
| Năm       | Tên                              | Vai trò                     | Nhà đài |
| --------- | -------------------------------- | --------------------------- | ------- |
| 2007      | My Mom! Super Mom!               | Choi Hoon                   | KBS2    |
| 2007-2012 | Hometown Over the Hill           | Kim Jong-hwi                | KBS1    |
| 2011      | Midnight Hospital                | Yang Chang-soo ok           | MBC     |
| 2012      | To the Beautiful You             | Min Hyun-jae                | SBS     |
| 2013      | Monstar                          | Jung Sun-woo                | Mnet    |
| 2013      | Two Weeks                        | Kim Sung-joon (khách mời)   | MBC     |
| 2013      | Drama Festival "Unrest"          | Joon-kyung                  | MBC     |
| 2013      | The Heirs                        | Lee Hyo-shin                | SBS     |
| 2014      | Angel Eyes                       | Park Dong-joo lúc nhỏ       | SBS     |
| 2014      | Misaeng                          | Jang Baek Ki                | TvN     |
| 2016      | Moon Lovers: Scarlet Heart: Ryeo | Wang Wook                   | SBS     |
| 2019      | When The Camellia Blooms         | Hwang Yong Sik              | KBS2    |
| 2021      | River Where the Moon Rises       | Tướng quân On Hyeop         | KBS2    |
| 2022      | Insider                          | Kim Yo-han                  | JBTC    |
| 2022      | Curtain Call                     | Yoo Jae-heon / Ri Jung-moon | KBS2    |
| 2023      | The Kidnapping Day               | Richard Choi                | ENA     |
| 2023      | Love Reset                       | No Jeong-yeol               |         |
| 2024      | Trò chơi con mực                 | Kang Dae-ho                 |         |
| 2025      | Tatsefully Yours                 | Han Beom-woo                |         |

### Phim điện ảnh
| Năm  | Tên                             | Vai trò                  |
| ---- | ------------------------------- | ------------------------ |
| 2011 | Battlefield Heroes              | Nam-san                  |
| 2011 | You're My Pet                   | Yang Young-soo           |
| 2014 | Mourning Grave                  | In-soo                   |
| 2015 | C'est si bon                    | Yoon Hyeong-joo          |
| 2015 | Empire of Lust                  | Jin                      |
| 2015 | Twenty                          | Kyung-jae                |
| 2016 | Dong-ju: The Portrait of a poet | Dong-ju                  |
| 2016 | Like for Likes                  | Lee Soo Ho               |
| 2017 | New Trail (Tái thẩm)            | Jo Hyung Woo             |
| 2017 | Midnight Runners                | Kang Hee Yeol            |
| 2017 | Forgotten (Đêm kí ức)           | Jin Seok                 |
| 2018 | Heung-boo: The Revolutionist    | Park Dol-po (khách mời)  |
| 2018 | I Have a Date with Spring       | Lee Gwi-dong (khách mời) |

## Music video
| Năm  | Ca khúc              | Ca sĩ          |
| ---- | -------------------- | -------------- |
| 2007 | "Still Pretty Today" | Fly to the Sky |

## Nhạc kịch
| Năm  | Tên                 | Vai trò                         |
| ---- | ------------------- | ------------------------------- |
| 2006 | The Celestial Watch | Jang Young-shil                 |
| 2007 | Carpe Diem          | Lee Il                          |
| 2008 | La Vida             | Hamlet                          |
| 2009 | Thrill Me           | 그                              |
| 2009 | Spring Awakening    | Ernst                           |
| 2010 | Thrill Me           | 나                              |
| 2011 | Prince Puzzle       | Gu-dong                         |
| 2012 | Black Mary Poppins  | Herman                          |
| 2012 | Assassins           | Lee Harvey Oswald/The Balladeer |
| 2013 | Black Mary Poppins  |                                 |
| 2015 | 19 and 80           | Harold                          |

## Chương trình truyền hình
|  | Năm  | Chương trình                   | Kênh    | Ghi chú                      | RChú thích |
|  | ---- | ------------------------------ | ------- | ---------------------------- | ---------- |
|  | 2016 | Youth Over Flowers Running man | tvN SBS | Thành viên khách mời Tập 314 | [ 11 ]     |

## Danh sách đĩa nhạc
| Năm  | Tên                                           | Ghi chú                                              |
| ---- | --------------------------------------------- | ---------------------------------------------------- |
| 2013 | "Atlantis Princess"                           | nhạc phim Monstar OST                                |
| 2013 | "Don't Make Me Cry"                           | nhạc phim Monstar OST                                |
| 2013 | "Only That Is My World / March"               | nhạc phim Monstar OST                                |
| 2014 | "Three Things I Have Left (Acoustic version)" | nhạc phim Angel Eyes OST                             |
| 2015 | "When The Saints Go Marching In "             | nhạc phim từ C'est si bon OST                        |
| 2015 | "조개껍질 묶어"                               | nhạc phim từ C'est si bon OST                        |
| 2015 | "백일몽"                                      | nhạc phim từ C'est si bon OST                        |
| 2015 | "사랑하는 마음"                               | nhạc phim từ C'est si bon OST                        |
| 2015 | "하얀 손수건"                                 | nhạc phim từ C'est si bon OST                        |
| 2015 | "You mean everything to me"                   | nhạc không phát hành sử dụng trong phim C'est si bon |
| 2015 | "My Bonnie Lies Over The Ocean"               | nhạc không phát hành sử dụng trong phim C'est si bon |
| 2016 | "Self-portrait"                               | nhạc phim Dongju: The Portrait of a Poet OST         |
| 2016 | "좋아해줘"                                    | track from Like for Likes OST                        |
| 2018 | "Piece of the Sky"                            | nhạc trong Shinheung Military Academy                |
| 2018 | "What Is This?"                               | nhạc trong Shinheung Military Academy                |
| 2018 | "Farewell"                                    | nhạc trong Shinheung Military Academy                |

## Giải thưởng và đề cử
| Năm  | Giải thưởng                                  | Thể loại                                      | Đề cử                           | Kết quả   | Tham khảo |
| ---- | -------------------------------------------- | --------------------------------------------- | ------------------------------- | --------- | --------- |
| 2014 | 16th Seoul International Youth Film Festival | Diễn viên trẻ xuất sắc                        | The Heirs, Angel Eyes           | Đề cử     |           |
| 2014 | Giải thưởng phim truyền hình SBS lần thứ 22  | Giải ngôi sao mới                             | Angel Eyes                      | Đoạt giải | [ 13 ]    |
| 2015 | 9th Cable TV Broadcasting Awards             | Giải ngôi sao - Diễn viên                     | Misaeng: Incomplete Life        | Đoạt giải | [ 14 ]    |
| 2015 | 4th APAN Star Awards                         | Diễn viên mới xuất sắc                        | Misaeng: Incomplete Life        | Đề cử     | [ 15 ]    |
| 2015 | 51st Baeksang Arts Awards                    | Diễn viên mới xuất sắc (phim)                 | Twenty                          | Đề cử     | [ 16 ]    |
| 2015 | 35th Golden Cinematography Awards            | Giải diễn viên mới                            | Twenty                          | Đoạt giải | [ 17 ]    |
| 2015 | Korean Film Actors' Guild Awards             | Diễn viên mới xuất sắc                        | Twenty                          | Đoạt giải | [ 18 ]    |
| 2015 | 15th Korea World Youth Film Festival         | Diễn viên mới được yêu thích                  | Twenty                          | Đoạt giải | [ 19 ]    |
| 2015 | 52nd Grand Bell Awards                       | Diễn viên mới xuất sắc                        | Twenty                          | Đề cử     | [ 20 ]    |
| 2015 | Giải thưởng điện ảnh Rồng Xanh lần thứ 36    | Diễn viên mới xuất sắc                        | Twenty                          | Đề cử     | [ 21 ]    |
| 2016 | 21st Chunsa Film Art Awards                  | Diễn viên mới xuất sắc                        | Twenty                          | Đoạt giải | [ 22 ]    |
| 2016 | 8th MTN Broadcast Advertisement Festival     | CF Star Award                                 | —                               | Đoạt giải | [ 23 ]    |
| 2016 | 25th Buil Film Awards                        | Diễn viên xuất sắc                            | Dongju: The Portrait of a Poet  | Đề cử     |           |
| 2016 | 1st tvN10 Awards                             | Scene Stealer, diễn viên                      | Misaeng: Incomplete Life        | Đề cử     |           |
| 2016 | 1st Asia Artist Awards                       | Giải ngôi sao xuất sắc, diễn viên             | Moon Lovers: Scarlet Heart Ryeo | Đề cử     |           |
| 2016 | Giải thưởng phim truyền hình SBS lần thứ 24  | Giải xuất sắc, diễn viên trong phim giả tưởng | Moon Lovers: Scarlet Heart Ryeo | Đoạt giải | [ 24 ]    |
| 2017 | 4th Wildflower Film Awards                   | Diễn viên xuất sắc                            | Dongju: The Portrait of a Poet  | Đề cử     |           |
| 2018 | 7th Yegreen Musical Award                    | Diễn viên xuất sắc                            | Shinheung Military Academy      | Đề cử     | [ 25 ]    |